# سلطة عابرة
السلطة العابرة، أو الباناركي (بالإنجليزية: panarchy)‏ هو مصطلح صاغه الفيلسوف البلجيكي، الاقتصادي، وعالم النبات بول اميل دي بويت في عام 1860، ليصف شكل محدد من أشكال الحكم أو السلطة التي تسمح للأفراد باخيارها حتى ولو لم يعش في كنفها. في القرن العشرين أعيد استعمال المصطلح من قبل علماء العلاقات الدولية لوصف مفهوم الحوكمة العالمية ومن قبل منظري الأنظمة على حد منفصل لوصف نظريات النظم غير الهرمية.

## التسمية
الفكرة بالأساس كتبت بالإنكليزية باستعمال مصطلحي "بان" (بالإنجليزية: pan)‏، ويعني عابر ومصطلح "أركي" (بالإنجليزية: archy)‏ والذي يعني سلطة. ولذا أستعمل مصطلح "سلطة عابرة" كترجمة له. ويمكن ترجمة المصطلح إلى "سلطة عابرة للحدود. كما يمكن استبدال كلمة سلطة بكلمة حكومة لتصبح "حكومة عابرة". كما استعمل لو غراند داي مصطلح "الحكومة المتعددة" (بالإنجليزية: multigovernment)‏ ليصف نوع مشابه من الحكم. واستعمل المنظران الاقتصاديان السويسريان برونو فري وراينر إيخنبرغر مصطلح "تداخل صلاحيات وظيفية متداخلة بتنافسية" (بالإنجليزية: Functional Overlapping Competing Jurisdictions)‏ لوصف فكرة مماثلة.

## حرية اختيار السلطة
كتب دو بويت مقالته بعنوان «باناركي» (السلطة العابرة) في عام 1860، وهو الذي كان يؤيد سياسة عدم التدخل الإقتصادية، والذي عرض فيها أن يكون لأي فرد الحق باختيار شكل الحكومة التي يريد من دون أن يجبر يترك مكان إقامته الراهن. وهذه الفكرة تشابه فكرة «الإقليمية العابرة» (بالإنجليزية: exterritorial)‏ والتي تتحدث عن حكومات تبسط سلطتها على مواقع جغرافية غير متصلة. زآمن دو بويت أن الحرية الشخصية لا تكون شاملة إلا إذا كان للفرد حرية اختيار النظام السياسي والاجتماعي الذي يليق به.

## المجتمع العالمي
وصف جيمس سيويل ومارك سالتر في عام 1995 في مقالتهم «السلطة العابرة والقواعد الأخرى للحكم العالمي» السلطة العابرة بأنها «نظام حوكمي عالمي يكون فيه جميع مشاركون بصورة مجدية.».